# Ivići
Ivići is een plaats in de gemeente Sveti Lovreč in de Kroatische provincie Istrië. De plaats telt 1 inwoners (2001).